# Cabruagénigos

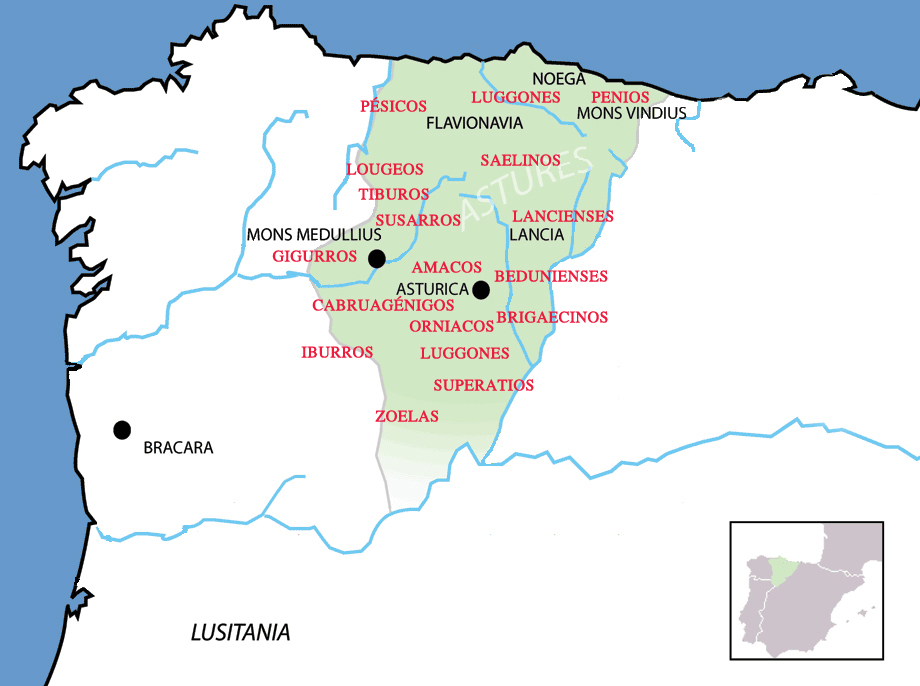
Extensión del territorio astur. Su origen se halla, supuestamente, en el río Astura (Esla). Por él, sus ribereños fueron llamados astures y este gentilicio lo extendieron a todos los habitantes de ese territorio, que tuvo por capital Asturica. El territorio fue llamado a veces Asturia (existiendo una Asturia cismontana y una Asturia transmontana).

Los cabruagénigos (en genitivo latino Cabruagenigorum) eran una tribu astur, emparentada con la tribu de los zoelas (junto a los clanes de los visaligos, desoncos y tridiavos), que probablemente se asentaban en la actual comarca de La Cabrera (León). En sus orígenes eran un antiguo clan de los Zoelas (que extendían su territorio desde Sanabria hasta la sierra de la Culebra ocupando también parte de la región portuguesa de Trás-os-Montes, pero se habrían desligado del tronco común pasando a ser una unidad independiente y estando, por tanto, en su mismo plano jerárquico.

## Hipótesis etimológicas
Sobre el origen del término cabruagénigos, destaca la vinculación entre el sustrato celta ginos, genos cuyo sentido es 'hijo de' (en latín raza, origen, clan, familia) y la raíz en asociación con el indoeuropeo kapro (cabra), presente en la palabra celta gabros.
Se puede observar un parentesco si analizamos la evolución sintáctica que ha experimentado la denominación de la comarca leonesa de La Cabrera, gracias a la documentación medieval que se ha conservado hasta nuestros días: 
- Caprariam → Capraria → Capreyra → Cabreyra → Cabrera.
- Capra¯ariam proviene del latín capra (cabra) y el sufijo de colectividad -ariam (-ariam → -aria → -eira → -era).[12]

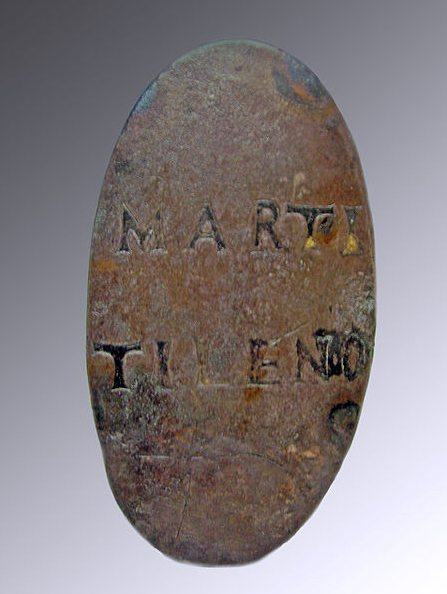
Placa ovalada con inscripción grabada en letra capital aplicada con oro y dedicada al dios Marti Tileno. El Tilenus venerado en época prerromana se asoció durante la romanización con Marte, dios romano de la guerra que representa a las fuerzas deíficas implicadas en ella pero es también un ser divino asociado al campo y a la vegetación. Esta inscripción es una muestra más del sincretismo, de la interpretatio romana o asimilación de un dios romano con otro indígena hecho por el cual conviven cultos antiguos con otros nuevos y que es aceptado, al menos en parte, por los pueblos implicados. La alta cronología de la pieza (siglo III) indica la extensa duración que tuvo el culto de éste dios astur. Según la mitología cabreiresa, el monte Teleno albergaba la morada del dios Marti Tileno, quien apagaba sus rayos al finalizar las tormentas en un pozo subterráneo de Corporales de Cabrera. También cuenta la leyenda que en las cumbres de este monte se encontraba un lago con suelo de mármol donde los dioses se bañaban en aguas perfumadas con flora y hierbas silvestres.

## Asentamiento
No se dispone de escritos antiguos que atestigüen cuál era el territorio exacto que habitaban, pero hay indicios que indican la probabilidad de que se asentaran y dieran origen a la actual comarca de La Cabrera o Cabreira (su nombre en dialecto cabreirés), en el suroeste de la provincia de León, entre los siglos I a. C. y III d. C.. En la Edad Contemporánea esta relación se manifiesta en lo relativo a la toponimia (Cabreira) y gentilicios (cabreirés/cabreiresa), así como en las reminiscencias culturales, presentes en un amplio número de costumbres prerromanas, de origen celta, que hasta finales del siglo XX se conservaban en la zona.
Hallazgos arqueológicos indican que en el norte del territorio cabreirés hubo presencia de clanes Gigurros, pero no hay una información precisa sobre el resto de valles cabreireses, mucho menos accesibles por su agreste orografía. Sobre los Cabruagénigos se sabe que eran vecinos de los Zoelas (Sanabria, Trás-os-montes, Aliste) y Orniacos (La Valduerna), y conociendo los emplazamientos de estas tribus y la de los Gigurros (Valdeorras) queda un vacío territorial, una tierra de nadie, que coincide con La Cabrera, la cual podría haber estado ocupada por ellos. Así lo afirma el historiador, nacido en Castrocontrigo, Antonio Justel Carracedo. Los textos y grabados de época romana recuperados hasta la fecha son breves, escuetos y apenas aportan algo de información sobre los asentamientos, pero las excavaciones arqueológicas realizadas durante el siglo XX han encontrado un amplio número de castros y coronas astures en todo el territorio cabreirés. Posteriores estudios han revelado también los usos y modo de vida de sus habitantes, confirmando su ascendencia astur.
De confirmarse que se asentaban en el eje entre el monte sagrado Teleno, asociado al dios astur Tileno del que era objeto de culto en su cima (denominación derivada de la voz primigenia indoeuropea tilenia cuyo significado es punta o cumbre de una montaña: tilenia → Tilenus → Tileno → Teleno), y la explotación minera de oro de Las Médulas, la tribu de los Cabruagénigos pudo ser altamente participativa tanto en las guerras cántabras (en el Mons Medulius se desarrolló una de las batallas más cruentas y decisivas), como en la importante obra de ingeniería de canalización de aguas hacia la explotación minera de Las Médulas.

## Modo de vida
La descripción más interesante que tenemos de ellos, la cual engloba a todos los pueblos montañeses del noroeste de la península, se la debemos a la obra Geographiká de Estrabón, que nos dice: 

Todos los montañeses son sobrios, beben agua, duermen en tierra y dejan sus cabellos largos y sueltos según la costumbre de las mujeres, aunque cuando combaten se ciñen la frente con una banda. Comen principalmente carne de ganado cabrío; a Ares sacrifican machos cabríos, y también cautivos y caballos; suelen hacer hecatombes de cada especie de víctima, al uso griego... Realizan competiciones de tipo gimnástico, militares y de carreras de caballos, con pugilatos, carreras y combates tanto de guerrillas como en formación de manípulos. Los montañeses se alimentan con bellotas dos partes del año, dejándolas secar y triturándolas; luego las muelen y hacen pan con ellas para conservarlo largo tiempo. También beben cerveza "zythos". El vino, sin embargo, es escaso y, cuando lo consiguen, lo consumen al punto en fiestas con sus familias. En lugar de aceite usan mantequilla. Comen sentados en poyetes construidos alrededor de las paredes y guardándose sitios de acuerdo con la honra y la posición social. La comida se sirve en círculo, de mano en mano y mientras beben bailan al son de la flauta y trompeta en corro y también saltando y poniéndose en cuclillas. Todos visten en general de negro con túnicas en las que también se acuestan sobre camas de paja. Utilizan vasos de madera como los keltoi. Las mujeres llevan enaguas y vestidos bordados de flores. En lugar de moneda, los que viven en los rincones más apartados se valen del trueque de mercancías o dan láminas de plata cortadas. Despeñan a los condenados a la pena capital y a los parricidas los lapidan fuera de las fronteras o ciudades. Se casan como los griegos. A los enfermos, tal como hacían los egipcios en la antigüedad, los sacan a los caminos para que soliciten consejo sobre su enfermedad a aquellos que la hayan experimentado. Utilizaban barcos de cuero hasta la época de Bruto por las lluvias y el fango e incluso todavía son raros los hechos de un solo tronco de árbol. Sus piedras de sal son rojizas, aunque machacadas se vuelven blancas. Así es la vida de los montañeses, como he dicho; me refiero a los que están situados en el lado septentrional de la Iberia, los galaicos, astures y cántabros hasta los vascones y el Pirineo, ya que es semejante el género de vida de todos ellos.
Estrabón, "Geografía".

En relación con las guerras astur-cántabras el historiador romano Lucio Anneo Floro también nos muestra el carácter guerrero de los pueblos astures:

En Occidente, casi toda Hispania estaba pacificada excepto la que baña el Océano Citerior y toca a las montañas de la extremidad del Pirineo. Aquí se agitaban dos pueblos muy fuertes aún no sometidos, los cántabros y los astures.
Lucio Anneo Floro.

Los astures, por este tiempo, descendieron con un gran ejército de sus nevadas montañas. Y no era a ciegas que aquellos bárbaros emprendían el ataque sino que, poniendo su campamento junto al río Astura, dividiendo el ejército en tres columnas, se preparaban para atacar a un mismo tiempo los tres campamentos romanos. Y hubiera habido una lucha cruenta y dudosa (...) de no ser por la traición de los brigaecinos que avisaron a Carisio y éste actuó con su ejército (...) La poderosa ciudad de Lancia acogió los restos del ejército en derrota y se luchó en ella tan encarnizadamente que, cuando tomada la ciudad los soldados reclamaban que se la pegase fuego, a duras penas pudo conseguir el general que se la perdonase para que, quedando en pie, fuese mejor monumento para la victoria romana que incendiada.
Lucio Anneo Floro.

En cualquier caso fue Plinio el Viejo, naturalista y militar romano, quien entre los años 68 y 72 visitó los Montes de León, dirigiendo la prospección de metales que dieron origen, entre otros, a la explotación de oro de Las Médulas. Plinio da cuenta de ello en una carta enviada al emperador romano Galba:

Después de tres meses de trabajo, con los 15.000 esclavos que me entregaste, tengo la satisfacción de comunicarte que hemos hallado abundancia del preciado metal, hermoso como las azucenas.
Cayo Plinio Cecilio Segundo.

Y da cuenta del proceso de extracción del preciado metal de Las Médulas:

Hay quienes han señalado que Asturia, Gallaecia y Lusitania proporcionan veinte mil libras cada año por este sistema [la arrugia, la demolición de montañas], pero la que más produce es Asturia, y ninguna otra tierra mantiene esta fertilidad durante tantos siglos.
Cayo Plinio Cecilio Segundo.

...Y el monte fragmentado cae por sí mismo con más estruendo del que la especie humana pueda concebir...
Cayo Plinio Cecilio Segundo.

Para dar salida al oro y minerales extraídos y facilitar los movimientos de las tropas de dominio y vigilancia de las explotaciones, los romanos construyeron una calzada que bajando de La Cabrera empalmaba cerca de Congosta con la calzada que de Astorga conducía a Braga, en Portugal, pasando por Calzada de la Valdería y cuyo nombre recuerda la existencia de esta vía.

## Pacto de hospitalidad entre gentilidades y particulares

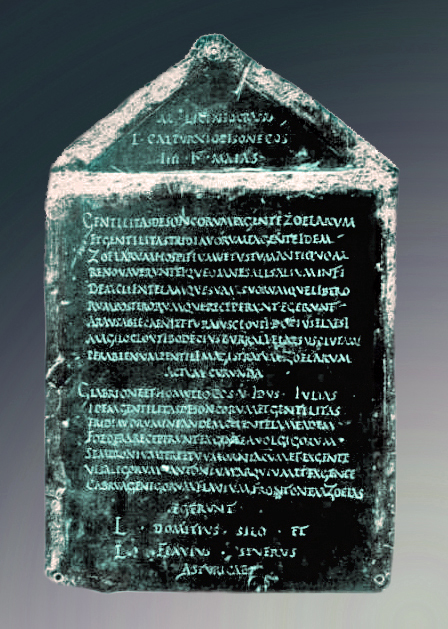
La Tabla de los Zoelas o La Tabla de Astorga es un texto jurídico realizado sobre una placa de bronce (32x24 cm) de forma cuadrangular y coronada por un frontón triangular en cuyo interior aparece la data consular. Se encuentra en el Staatliche Museen de Berlín.

Los astures se hallaban divididos en gens o tribus; éstas estaban compuestas, a su vez, por clanes familiares, las llamadas gentilidades. Al ser éstas grupos cerrados dentro de una gens más amplia, y establecer la identidad jurídica del individuo, forman clanes cuya insolidaridad y fuerza van en detrimento de una organización política a modo de Estado.

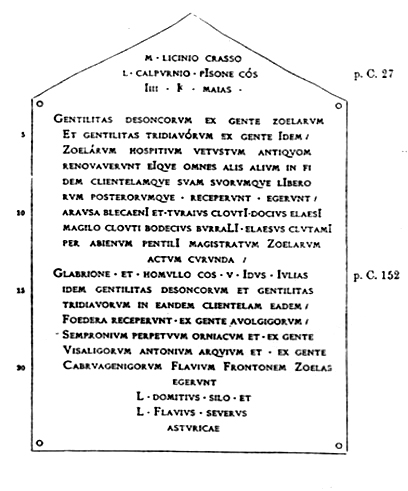
Esquema y transcripción del Pacto de los Zoelas.

El elemento corrector de este fenómeno fue una institución conocida con el nombre de hospitium (hospicio u hospitalidad), que eran acuerdos de amistad consistentes en su mayoría en un documento portátil de bronce o plata, llamado tésera; suponía una vinculación especial por la cual los implicados (individuos o ciudades) se recibían en mutua protección, reconociéndose leyes, derechos y deberes que se plasman en cartas tabulas (tablas de bronce). El pacto de hospitalidad permitía adquirir los derechos de un grupo gentilicio a otros grupos o individuos; quienes se acogían a la tutela de ese grupo. No se trataba de un acto de adopción, las partes actuantes contraían derechos mutuos sin que la personalidad propia se perdiera. Al principio estos pactos eran verbales, un rito con presencia de testigos y de los dioses que actuaban como garantes. Más tarde, los romanos asimilarían también estos acuerdos.
La gens cabruagéniga aparece mencionada por primera vez en el Pacto de los Zoelas, un tratado de hospitalidad entre las civitas Zoelarum en época romana.

En el consulado de Marco Licinio Crasso y de Lucio Calpurnio Pisón, cuatro días antes de las Calendas de mayo, la gentilitas de los Desoncos de la gens de los Zoelas, y la gentilitas de los Tridiavos, de la misma gens de los Zoelas, renovaron un pacto de hospitalidad antiquísimo y se recibieron mutuamente en su fidelidad y clientela y la de sus hijos y descendientes. Lo realizaron Arausa, hijo de Blecaeno, Turaio, hijo de Cloutio, Docio, hijo de Elaeso, Magilón, hijo de Cloutio, Bodecio, hijo de Burralo, Elaeso hijo de Clutamo, por medio de Abieno, hijo de Pentilo, magistrado de los Zoelas. Hecho en Curunda.
Pacto de los Zoelas.

En el consulado de Glabrión y de Homullo, cinco días antes de julio, la misma gentilitas de los Desoncos y la gentilitas de los Tridiavos recibieron en la misma clientela y en los mismos pactos, de la gens de los Avolgigos a Sempronio Perpetuo Orniaco y de la gens de los Visaligos a Antonio Arquio y de la gens de los Cabruagénigos a Flavio Frontón (ambos) Zoelas. Lo realizaron Lucio Silón y Lucio Flavio Severo. En la ciudad de Asturica Augusta.
Pacto de los Zoelas.

En ambos textos se puede observar que están datados correctamente atendiendo a la mención de los cónsules y el calendario romanos. El primer párrafo se corresponde con el 27 de abril del año 27 y el segundo párrafo se corresponde a su vez con la renovación del pacto, el 11 de julio del año 152.
El primer pacto indica, por otra parte, que se trata de una reafirmación de otro tratado anterior, que con toda probabilidad pudiera tener un origen prerromano. Se reconocen mutuamente dos gentilidades que pertenecen a una misma gens, que sirven de unidades sociales correspondientes a unos límites territoriales concretos y definidos. Los seis firmantes del pacto poseen un solo nombre astur, acompañado de la denominación del padre, también astur. Aparece también un magistrado de la gens zoela. 
En el pacto correspondiente al año 152, las dos gentilidades deciden reafirmar y ampliar el pacto, incluyendo a tres nuevos representantes de sus respectivas gens: Orniacos, Visaligos y Cabruagénigos (estos dos últimos pertenecientes a la civitas de los Zoelas). Es importante comprobar el grado de romanización que ya se ha adquirido: los zoelas mencionados poseen ahora nombres romanos. Un personaje, Sempronio Orniaco, posee los tres nombres al modo romano, al igual que los dos magistrados que dan fe. El primer pacto fue realizado en la ciudad de Curunda mientras que el segundo en la capital del conventus, Asturica Augusta.